# Ihor Duhineć
Ihor Ołeksijowycz Duhineć (ukr. Ігор Олексійович Дугінець, ur. 20 maja 1956 w Kujbyszewem w rejonie bakczysarajskim) – ukraiński lekkoatleta, specjalista rzutu dyskiem. W czasie swojej kariery reprezentował Związek Socjalistycznych Republik Radzieckich.
Zdobył brązowy medal w rzucie dyskiem na mistrzostwach Europy juniorów w 1975 w Atenach. Zajął 10. miejsce w tej konkurencji na mistrzostwach Europy w 1978 w Pradze, 3. miejsce w finale pucharu Europy w 1979 w Turynie, 5. miejsce w zawodach pucharu świata w 1979 w Montrealu oraz 6. miejsce na igrzyskach olimpijskich w 1980 w Moskwie.
Zdobył srebrny medal na mistrzostwach Europy w 1982 w Atenach, przegrywając jedynie z Imrichem Bugárem z Czechosłowacji, a wyprzedzając Wolfganga Warnemünde z Niemieckiej Republiki Demokratycznej. Na mistrzostwach świata w 1983 w Helsinkach zajął 11. miejsce.
Duhineć był mistrzem ZSRR w rzucie dyskiem w 1978 i 1982, wicemistrzem w 1989 oraz brązowym medalistą w 1983, 1986 i 1988.
Jego rekord życiowy w rzucie dyskiem wynosił 68,52 m; został ustanowiony 21 sierpnia 1982 w Kijowie.